# سفيتوزار ماركوفيتش (لاعب كرة قدم)
سفيتوزار ماركوفيتش (مواليد 23 مارس 2000) هو لاعب كرة قدم صربي يلعب كمدافع في نادي نادي أولمبياكوس.

## روابط خارجية
- سفيتوزار ماركوفيتش على موقع الاتحاد الأوربي (الإنجليزية)
- سفيتوزار ماركوفيتش على موقع قاعدة بيانات كرة القدم.إي يو (الإنجليزية)
- سفيتوزار ماركوفيتش على موقع Soccerbase.com (لاعب) (الإنجليزية)
- سفيتوزار ماركوفيتش على موقع Soccerway.com (الإنجليزية)
- سفيتوزار ماركوفيتش على موقع عالم كرة القدم.نت (الإنجليزية)